# Saapaskari (ö i Norra Österbotten, Uleåborg)
Saapaskari är en ö i Finland. Den ligger i Bottenviken och i kommunen Uleåborg i den ekonomiska regionen  Uleåborgs ekonomiska region i landskapet Norra Österbotten, i den norra delen av landet. Ön ligger omkring 14 kilometer väster om Uleåborg och omkring 540 kilometer norr om Helsingfors.
Öns area är 1,7 hektar och dess största längd är 200 meter i sydöst-nordvästlig riktning.